# Melanotaenia corona
The corona rainbowfish (Melanotaenia corona) là một loài cá thuộc họ Melanotaeniidae. Nó là loài đặc hữu của West Papua in Indonesia.